# كونراد فرايبيرج
كونراد فرايبيرج (بالإنجليزية: Conrad Friberg)‏ هو مصور وصحفي أمريكي، ولد في 9 مايو 1896 في شيكاغو في الولايات المتحدة، وتوفي في 1989 في كاليفورنيا في الولايات المتحدة.